# Halbmarathon-Weltmeisterschaften 2003
Die 12. Halbmarathon-Weltmeisterschaften (offiziell IAAF World Half Marathon Championships) wurden am 4. Oktober 2003 in der portugiesischen Stadt Vilamoura ausgetragen.
Auf dem flachen Kurs entwickelte sich bei den Männern ein hart umkämpftes Rennen. Eine elfköpfige, von Ostafrikanern dominierte Spitzengruppe erreichte die 10-Kilometer-Marke in 28:54 min. Nach fünfzehn Kilometer führten noch neun Läufer in 43:26 min. Auf dem Schlusskilometer verschärften die Kenianer Martin Kiptoo Lel und John Cheruiyot Korir und die Tansanier Fabiano Joseph und Martin Hhaway Sulle das Tempo. Lel hatte das bessere Ende für sich, als er den erst siebzehnjährigen Joseph um nur drei Sekunden schlug, dessen Landsmann Sulle nach weiteren vier Sekunden das Ziel vor Korir erreichte. Die ersten drei erzielten alle persönliche Bestzeiten.
Die Mannschaftswertung (Addition der Zeiten der drei schnellsten Läufer eines Landes) gewann Tansania mit lediglich acht Sekunden Vorsprung vor Kenia. Beide Länder hatten jeweils drei Läufer unter den besten sechs. Mit deutlichem Abstand folgte Äthiopien.
Sehr viel eindeutiger fielen die Resultate im Frauenrennen aus, das anderthalb Stunden später gestartet wurde. Die hohe Favoritin Paula Radcliffe aus Großbritannien hatte bei warmen Temperaturen um 22 °C nach zehn Kilometern bereits 36 Sekunden Vorsprung auf ihre nächsten Verfolgerinnen und setzte sich am Ende klar gegen die Titelverteidigerin Berhane Adere aus Äthiopien durch. Es war für Radcliffe der dritte Titelgewinn nach 2000 und 2001. Ihr Vorsprung im Ziel von 1:27 min war der größte einer Siegerin auf die Zweitplatzierte in der Geschichte der Halbmarathon-Weltmeisterschaften. Die Australierin Benita Johnson sicherte sich überraschend Platz drei.
Mit einer geschlossenen Leistung (vier Läuferinnen unter den besten zehn) gewann Russland die Mannschaftswertung bei den Frauen souverän vor Japan und Rumänien.

## Ergebnisse

### Männer

#### Einzelwertung
| Platz | Athlet               | Land | Zeit (h) |
| ----- | -------------------- | ---- | -------- |
| 1     | Martin Kiptoo Lel    | KEN  | 1:00:49  |
| 2     | Fabiano Joseph       | TAN  | 1:00:52  |
| 3     | Martin Hhaway Sulle  | TAN  | 1:00:56  |
| 4     | John Cheruiyot Korir | KEN  | 1:01:02  |
| 5     | John Yuda Msuri      | TAN  | 1:01:13  |
| 6     | Yusuf Songoka        | KEN  | 1:01:18  |
| 7     | Zersenay Tadese      | ERI  | 1:01:26  |
| 8     | Jackson Koech        | KEN  | 1:01:28  |

Von 103 gemeldeten Athleten gingen 98 an den Start und erreichten 86 das Ziel. John Buhagiar  MLT (1:11:04 h, Platz 72) und Naseer Ismail  MDV (1:21:55 h, Platz 85) stellten nationale Rekorde auf. Teilnehmer aus deutschsprachigen Ländern waren nicht am Start.

#### Teamwertung
| Platz | Land und Athleten                                                          | Zeit (h)                        |
| ----- | -------------------------------------------------------------------------- | ------------------------------- |
| 1     | Tansania Fabiano Joseph (2.) Martin Hhaway Sulle (3.) John Yuda Msuri (5.) | 3:03:01 1:00:52 1:00:56 1:01:13 |
| 2     | Kenia Martin Kiptoo Lel (1.) John Cheruiyot Korir (4.) Yusuf Songoka (6.)  | 3:03:09 1:00:49 1:01:02 1:01:18 |
| 3     | Äthiopien Tesfaye Tola (9.) Dereje Adere (11.) Mesfin Hailu (16.)          | 3:07:34 1:01:35 1:02:47 1:03:12 |

Insgesamt wurden 17 Teams gewertet.

### Frauen

#### Einzelwertung
| Platz | Athletin             | Land | Zeit (h) |
| ----- | -------------------- | ---- | -------- |
| 1     | Paula Radcliffe      | GBR  | 1:07:35  |
| 2     | Berhane Adere        | KEN  | 1:09:02  |
| 3     | Benita Johnson       | AUS  | 1:09:26  |
| 4     | Lidija Grigorjewa    | RUS  | 1:09:32  |
| 5     | Constantina Tomescu  | ROU  | 1:10:05  |
| 6     | Alla Schiljajewa     | RUS  | 1:10:13  |
| 7     | Ljudmila Biktaschewa | RUS  | 1:10:31  |
| 8     | Susan Chepkemei      | ETH  | 1:10:35  |

Von 76 gemeldeten Athletinnen gingen 73 an den Start und erreichten 68 das Ziel. Luminita Zaituc  GER gab das Rennen vorzeitig auf.

#### Teamwertung
| Platz | Land und Athletinnen                                                            | Zeit (h)                        |
| ----- | ------------------------------------------------------------------------------- | ------------------------------- |
| 1     | Russland Lidija Grigorjewa (4.) Alla Schiljajewa (6.) Ljudmila Biktaschewa (7.) | 3:30:16 1:09:32 1:10:13 1:10:31 |
| 2     | Japan Miki Takanaka (9.) Takako Kotorida (13.) Risa Hagiwara (16.)              | 3:34:23 1:10:36 1:11:37 1:12:10 |
| 3     | Rumänien Constantina Tomescu (5.) Luminița Talpoș (15.) Nuța Olaru (23.)        | 3:35:07 1:10:05 1:12:02 1:13:00 |

Insgesamt wurden 13 Teams gewertet.